# Sejmik Województwa Świętokrzyskiego
Sejmik Województwa Świętokrzyskiego – organ stanowiący i kontrolny samorządu województwa świętokrzyskiego. Istnieje od 1998 roku. Obecna, VII kadencja Sejmiku, trwa w latach 2024–2029.
Sejmik Województwa Świętokrzyskiego składa się z 30 radnych, wybieranych w województwie świętokrzyskim w wyborach bezpośrednich na kadencje trwające 5 lat (w latach 1998–2018 kadencja trwała 4 lata).
Siedzibą sejmiku województwa są Kielce.
Przewodniczącym Sejmiku Województwa Świętokrzyskiego jest Andrzej Bętkowski, a marszałkiem województwa świętokrzyskiego Renata Janik.

## Wybory do Sejmiku
Radni do Sejmiku Województwa Świętokrzyskiego są wybierani w wyborach co 5 lat (do 2018 co 4) w czterech okręgach wyborczych, które nie mają swoich oficjalnych nazw. Zasady i tryb przeprowadzenia wyborów określa odrębna ustawa. Skrócenie kadencji sejmiku może nastąpić w drodze referendum wojewódzkiego.
| Okręg | Liczba radnych | Miasta na prawach powiatu | Powiaty                                                    |
| ----- | -------------- | ------------------------- | ---------------------------------------------------------- |
| 1     | 7              | brak                      | opatowski, ostrowiecki, sandomierski, staszowski           |
| 2     | 6              | brak                      | konecki, skarżyski, starachowicki                          |
| 3     | 10             | Kielce                    | kielecki                                                   |
| 4     | 7              | brak                      | buski, jędrzejowski, kazimierski, pińczowski, włoszczowski |

## Organizacja Sejmiku
Sejmik tworzy 30 radnych, wybierających spośród siebie przewodniczącego i 3 wiceprzewodniczących. Radni pracują w tematycznych komisjach stałych i doraźnych. Komisje stałe:
Komisja Budżetu i Finansów
Komisja Edukacji, Kultury i Sportu
Komisja Rewizyjna
Komisja Rolnictwa i Ochrony Środowiska
Komisja Samorządu Terytorialnego
Komisja Skarg, Wniosków i Petycji
Komisja Strategii Rozwoju, Promocji i Współpracy z Zagranicą
Komisja Zdrowia, Polityki Społecznej i Spraw Rodziny

## Radni Sejmiku (stany na koniec kadencji)

### I kadencja (1998–2002)
SLD: 21 
     PS: 11 
     AWS: 10 
     WŚ: 3 
Prezydium
- Przewodniczący: Władysław Pokrzepa
  - Wiceprzewodniczący: Eugeniusz Cichoń
  - Wiceprzewodniczący: Wojciech Czech
  - Wiceprzewodniczący: Ryszard Nagórny

Kluby radnych
- Sojusz Lewicy Demokratycznej – 22 radnych:
  - Edward Adamiec, Andrzej Bilewski, Marian Budziosz, Eugeniusz Cichoń, Karol Fijałkowski, Józef Grabalski, Szymon Andrzej Heba, Stanisław Jamroży, Kazimierz Jesionek, Tadeusz Jóźwik, Marek Karabin, Tadeusz Król, Antoni Kwaśniewski, Sławomir Marczewski, Henryk Michałkiewicz, Władysław Pokrzepa, Bronisław Powierża, Zdzisław Sędek, Jan Szostak, Ewa Urban, Franciszek Wołodźko, Józef Wołoszyn
- Przymierze Społeczne – 10 radnych:
  - Polskie Stronnictwo Ludowe – Jan Borek, Leszek Bugaj, Stanisław Klapa, Tadeusz Kowalczyk, Adolf Masłowski, Ryszard Nagórny, Krystyna Szustak, Ryszard Żołyniak
  - Samoobrona Rzeczpospolitej Polskiej – Andrzej Zbigniew Maciąg
  - Alfred Biały
- Akcja Wyborcza Solidarność – 10 radnych (głównie Ruch Społeczny):
  - Marek Banasik, Józef Bartosz, Marian Buras, Wojciech Czech, Kazimierz Dojka, Jan Dytkowski, Jan Komoń, Krzysztof Lipiec, Zdzisław Paciura, Wojciech Przybylski
- Wspólnota Świętokrzyska – 3 radnych:
  - Wacław Berens (Platforma Obywatelska), Danuta Gutkowska-Mierzyńska, Mariusz Olszewski (Alternatywa Partia Pracy)

### II kadencja (2002–2006)
SLD-UP: 10 
     Samoobrona: 7 
     PSL: 7 
     POPiS: 3 
     LPR: 3 
Prezydium
- Przewodniczący: Stefan Pastuszka
  - Wiceprzewodniczący: Eugeniusz Cichoń
  - Wiceprzewodniczący: Włodzimierz Jakubowski
  - Wiceprzewodniczący: Ryszard Nagórny

Kluby radnych
- Sojusz Lewicy Demokratycznej – 10 radnych:
  - Marian Budziosz, Eugeniusz Cichoń, Janusz Maria Dobrowolski, Włodzimierz Jakubowski, Tadeusz Jóźwik, Stanisław Lisowski, Sławomir Marczewski, Andrzej Nowak, Bronisław Powierża, Franciszek Wołodźko
- Polskie Stronnictwo Ludowe – 7 radnych:
  - Marek Gos, Tadeusz Kowalczyk, Józef Kwiecień, Ryszard Nagórny, Stefan Pastuszka, Tadeusz Szczerba, Ryszard Żołyniak
- Samoobrona Rzeczpospolitej Polskiej – 5 radnych:
  - Grzegorz Cepil, Roman Cichoń (Ruch Patriotyczny), Jarosław Gumuła, Adam Tarnowski, Mirosław Wójcik
- Klub Obywatelski – 4 radnych:
  - Partia Demokratyczna – Jolanta Kręcka
  - Platforma Obywatelska – Konrad Łęcki
  - PSL – Wacław Berens
  - Ruch Patriotyczny – Andrzej Bednarski
- Niezrzeszeni – 4 radnych:
  - Liga Polskich Rodzin – Lucjana Elżbieta Nowak, Sławomir Szarek
  - Ruch Patriotyczny – Józef Stanisław Bąk, Jarosław Potrzeszcz

### III kadencja (2006–2010)
LiD: 5 
     Samoobrona: 4 
     PSL: 8 
     PO: 5 
     PS: 1 
     PiS: 7 
Prezydium
- Przewodniczący: Tadeusz Kowalczyk
  - Wiceprzewodniczący: Alfreda Zawierucha-Rubak
  - Wiceprzewodniczący: Józef Żurek

Kluby radnych
- Polskie Stronnictwo Ludowe – 9 radnych:
  - Wacław Berens, Andrzej Błajszczak, Wojciech Borzęcki, Barbara Duda, Krzysztof Dziekan, Marek Gos, Adam Jarubas, Tadeusz Kowalczyk, Józef Kwiecień
- Prawo i Sprawiedliwość – 7 radnych:
  - Marek Bogusławski, Mieczysław Gębski, Lech Janiszewski, Marcin Perz, Jarosław Przygodzki, Janusz Skibiński, Alfreda Zawierucha-Rubak
- Platforma Obywatelska – 6 radnych:
  - Józef Adamczak, Wojciech Kurek, Bogusław Moskal, Grigor Szaginian, Zdzisław Wrzałka, Józef Żurek
- Lewica i Demokraci – 5 radnych:
  - Sojusz Lewicy Demokratycznej – Józef Grabowski, Sławomir Marczewski, Andrzej Nowak, Wiesław Woszczyna
  - Socjaldemokracja Polska – Jerzy Suchański
- Niezrzeszeni – 3 radnych:
  - Samoobrona Rzeczpospolitej Polskiej – Józef Stanisław Bąk, Agnieszka Szlęk
  - Janusz Koza (Porozumienie Samorządowe)

### IV kadencja (2010–2014)
SLD: 3 
     PSL: 13 
     PO: 6 
     PS: 1 
     PiS: 7 
Prezydium
- Przewodniczący: Tadeusz Kowalczyk
  - Wiceprzewodniczący: Mieczysław Gębski
  - Wiceprzewodniczący: Józef Grabowski
  - Wiceprzewodniczący: Marcin Ożóg

Kluby radnych
- Polskie Stronnictwo Ludowe – 14 radnych:
  - Maria Adamczyk, Wojciech Borzęcki, Krzysztof Dziekan, Grzegorz Gałuszka, Izydor Grabowski, Adam Jarubas, Kazimierz Kotowski, Tadeusz Kowalczyk, Małgorzata Muzoł, Tomasz Ramus, Jolanta Rybczyk, Mieczysław Sas, Wiesław Stępień, Piotr Żołądek
- Prawo i Sprawiedliwość – 6 radnych:
  - Marek Bogusławski, Agnieszka Buras, Mieczysław Gębski, Lech Janiszewski, Bogdan Latosiński, Janusz Skibiński
- Platforma Obywatelska – 5 radnych:
  - Ryszard Nosowicz, Marcin Ożóg, Stefan Podesek, Grigor Szaginian, Grzegorz Świercz
- Niezrzeszeni – 5 radnych:
  - Sojusz Lewicy Demokratycznej – Józef Grabowski, Sławomir Marczewski
  - Janusz Koza (Porozumienie Samorządowe)
  - Marzena Marczewska (PSL)
  - Włodzimierz Stępień (Twój Ruch)

### V kadencja (2014–2018)
SLD Lewica Razem: 2 
     PO: 3 
     PSL: 17 
     PiS: 8 
Prezydium
- Przewodniczący: Arkadiusz Bąk
  - Wiceprzewodniczący: Tadeusz Kowalczyk
  - Wiceprzewodniczący: Andrzej Pruś
  - Wiceprzewodniczący: Grigor Szaginian

Kluby radnych
- Polskie Stronnictwo Ludowe – 17 radnych:
  - Arkadiusz Bąk, Ewelina Bień, Wojciech Borzęcki, Krzysztof Dziekan, Grzegorz Gałuszka, Izydor Grabowski, Adam Jarubas, Tadeusz Kowalczyk, Beata Napierała, Dariusz Pankowski, Mieczysław Sas, Małgorzata Stanioch, Wiesław Stępień, Andrzej Swajda, Leszek Wawrzyła, Bogusława Wypych, Piotr Żołądek
- Prawo i Sprawiedliwość – 7 radnych:
  - Bartłomiej Dorywalski, Mieczysław Gębski, Janusz Koza (Porozumienie Samorządowe), Andrzej Pruś, Marek Strzała, Waldemar Wrona, Tomasz Zbróg (Solidarna Polska)
- Niezrzeszeni – 5 radnych:
  - Platforma Obywatelska – Jan Maćkowiak, Grigor Szaginian
  - Sojusz Lewicy Demokratycznej – Sławomir Marczewski, Henryk Milcarz
  - Grzegorz Świercz (Projekt Świętokrzyskie)

### VI kadencja (2018–2024)
SLD Lewica Razem: 1 
     PŚ: 1 
     KO: 3 
     PSL: 9 
     PiS: 16 
Prezydium
- Przewodniczący: Arkadiusz Bąk
  - Wiceprzewodniczący: Agnieszka Buras
  - Wiceprzewodniczący: Jan Maćkowiak
  - Wiceprzewodniczący: Henryk Milcarz

Kluby radnych
- Prawo i Sprawiedliwość – 11 radnych:
  - Grzegorz Banaś, Marek Bogusławski, Sławomir Gierada, Renata Janik (OdNowa RP), Marek Jońca, Paweł Krakowiak, Marcin Piętak, Andrzej Pruś, Marek Strzała, Elżbieta Śreniawska, Magdalena Zieleń
- Polskie Stronnictwo Ludowe – 9 radnych:
  - Arkadiusz Bąk, Agata Binkowska, Grzegorz Gałuszka, Tadeusz Kowalczyk, Andrzej Swajda, Jolanta Tyjas, Leszek Wawrzyła, Bogusława Wypych, Piotr Żołądek
- Niezrzeszeni – 9 radnych:
  - Bezpartyjni Samorządowcy – Agnieszka Buras, Maciej Gawin
  - Koalicja Obywatelska – Jan Maćkowiak (Platforma Obywatelska), Waldemar Wrona
  - PiS – Mieczysław Gębski, Artur Konarski
  - Janusz Koza (Koalicja Polska)
  - Henryk Milcarz (Polska 2050)
  - Grzegorz Świercz (Projekt Świętokrzyskie)

### VII kadencja (2024–2029)
KO: 6 
     TD: 7 
     PiS: 16 
     KiBS: 1 
Prezydium
- Przewodniczący: Andrzej Bętkowski
  - Wiceprzewodniczący: Mieczysław Gębski
  - Wiceprzewodniczący: Marek Strzała
  - Wiceprzewodniczący: Magdalena Zieleń

Kluby radnych
- Prawo i Sprawiedliwość – 16 radnych:
  - Andrzej Bętkowski, Marek Bogusławski, Grzegorz Cepil, Mieczysław Gębski, Sławomir Gierada, Łukasz Jabłoński, Renata Janik, Anita Koniusz, Paweł Krakowiak, Małgorzata Krzywda (OdNowa RP), Kazimierz Mądzik, Marcin Piętak, Andrzej Pruś, Grzegorz Socha, Marek Strzała, Magdalena Zieleń
- Trzecia Droga – Polskie Stronnictwo Ludowe – 7 radnych:
  - Koalicja Polska – Arkadiusz Bąk (PSL), Krystian Jarubas (PSL), Jerzy Materek, Andrzej Swajda (PSL), Jolanta Tyjas (PSL), Piotr Żołądek (PSL)
  - Polska 2050 – Henryk Milcarz
- Koalicja Obywatelska – 6 radnych:
  - Platforma Obywatelska – Jan Maćkowiak, Jolanta Madioury, Gerard Pedrycz, Wojciech Zwierzchowski
  - Andrzej Mochoń, Waldemar Wrona
- Niezrzeszeni – 1 radna:
  - Katarzyna Suchańska (Bezpartyjni i Niezależni)

## Oficjalne wyniki wyborów do Sejmiku

### 1998[17]
|  | Komitet wyborczy             | Mandaty |
|  | ---------------------------- | ------- |
|  | Sojusz Lewicy Demokratycznej | 21      |
|  | Przymierze Społeczne         | 11      |
|  | Akcja Wyborcza Solidarność   | 10      |
|  | Wspólnota Świętokrzyska      | 3       |
|  | Razem                        | 45      |

### 2002[18]
|  | Komitet wyborczy                               | Mandaty |
|  | ---------------------------------------------- | ------- |
|  | Sojusz Lewicy Demokratycznej – Unia Pracy      | 10      |
|  | Samoobrona Rzeczpospolitej Polskiej            | 7       |
|  | Polskie Stronnictwo Ludowe                     | 7       |
|  | Platforma Obywatelska – Prawo i Sprawiedliwość | 3       |
|  | Liga Polskich Rodzin                           | 3       |
|  | Razem                                          | 30      |

### 2006[19]
|  | Komitet wyborczy                    | Mandaty |
|  | ----------------------------------- | ------- |
|  | Polskie Stronnictwo Ludowe          | 8       |
|  | Prawo i Sprawiedliwość              | 7       |
|  | Lewica i Demokraci                  | 5       |
|  | Platforma Obywatelska               | 5       |
|  | Samoobrona Rzeczpospolitej Polskiej | 4       |
|  | Porozumienie Samorządowe            | 1       |
|  | Razem                               | 30      |

### 2010[20]
|  | Komitet wyborczy             | Mandaty |
|  | ---------------------------- | ------- |
|  | Polskie Stronnictwo Ludowe   | 13      |
|  | Prawo i Sprawiedliwość       | 7       |
|  | Platforma Obywatelska        | 6       |
|  | Sojusz Lewicy Demokratycznej | 3       |
|  | Porozumienie Samorządowe     | 1       |
|  | Razem                        | 30      |

### 2014[21]
|  | Komitet wyborczy           | Mandaty |
|  | -------------------------- | ------- |
|  | Polskie Stronnictwo Ludowe | 17      |
|  | Prawo i Sprawiedliwość     | 8       |
|  | Platforma Obywatelska      | 3       |
|  | SLD Lewica Razem           | 2       |
|  | Razem                      | 30      |

### 2018[22]
|  | Komitet wyborczy                     | Mandaty |
|  | ------------------------------------ | ------- |
|  | Prawo i Sprawiedliwość               | 16      |
|  | Polskie Stronnictwo Ludowe           | 9       |
|  | Koalicja Obywatelska                 | 3       |
|  | SLD Lewica Razem                     | 1       |
|  | Projekt Świętokrzyskie Bogdana Wenty | 1       |
|  | Razem                                | 30      |

### 2024[23]
|  | Komitet wyborczy                        | Mandaty |
|  | --------------------------------------- | ------- |
|  | Prawo i Sprawiedliwość                  | 16      |
|  | Trzecia Droga                           | 7       |
|  | Koalicja Obywatelska                    | 6       |
|  | Konfederacja i Bezpartyjni Samorządowcy | 1       |
|  | Razem                                   | 30      |